# The Notorious K.I.M.
The Notorious K.I.M. – drugi album studyjny amerykańskiej raperki Lil’ Kim, wydany 27 czerwca 2000 przez Atlantic.
Płyta zadebiutowała na 4# pozycji na Billboard 200. Sprzedała się w 230.000 egzemplarzy od dnia premiery. Krążek trafił na szczyt Top R & B / Hip-Hop Albums. Album zdobył certyfikat platyny, przyznanej mu przez RIAA. Z płyty wydano dwa single "No Matter What They Say" i "How Many Licks?", które utrzymywały się na czołowych listach przebojów.

## Lista utworów
1. "Lil' Drummer Boy" (featuring "Cee-Lo of Goodie Mob" and "Redman") - 4:31
2. "Custom Made (Give It to You)" - 3:06
3. "Who's Number One?" - 3:13
4. "Suck My D**k" - 4:03
5. "Single Black Female" (featuring "Mario Winans") - 4:14
6. "Revolution" (featuring "Grace Jones" and "Lil' Cease") - 4:54
7. "How Many Licks?" (featuring "Sisqó") - 3:43
8. "Notorious KIM" - 3:39
9. "No Matter What They Say" - 4:16
10. "She Don't Love You" - 3:31
11. "Queen Bitch, Pt. 2" (featuring "Puff Daddy") - 3:58
12. "Don't Mess With Me" - 4:48
13. "Do What You Like" (featuring "Junior M.A.F.I.A.") - 5:16
14. "Off the Wall" (featuring "Lil' Cease") - 4:05
15. "Right Now" (featuring "Carl Thomas") - 2:32
16. "Aunt Dot" (featuring "Lil' Shanice") - 5:25
17. "Hold On" (featuring "Mary J. Blige") - 6:06
18. "I'm Human" - 4:25